# 伊達崎橋
伊達崎橋（だんざきばし）は、福島県伊達郡桑折町に架かる福島県道31号浪江国見線の橋長303.1 m（メートル）の桁橋。

## 概要
桑折町東部の阿武隈川にかかる福島県道31号浪江国見線（福島県道123号保原伊達崎桑折線重複）の橋。1961年（昭和36年）に完成した7径間PC桁橋である。西詰は桑折町伊達崎字上川原、東詰は伊達崎字亥ノ林畑に位置する。西詰で県道31号と県道123号が分岐する。橋は2車線で供用されているが、歩道が整備されておらず、車線の幅員も非常に狭いため、沿線自治体から架替を求める声が出ている。
- 形式 - PC7径間単純ポストテンション桁橋
- 橋格 - 1等橋 (TL-20)
- 橋長 - 303.100 m
  - 支間割 - 7×43.300 m
- 幅員
  - 総幅員 - 6.800 m
  - 有効幅員 - 6.000 m
- 橋台 - 重力式
- 橋脚 - 半重力式
- 基礎 - 井筒基礎
- 施工 - オリエンタルコンクリート[注釈 1]（上部工）、西松建設（下部工）
- 総工費 - 9054万8千円

## 歴史
当地における架橋は1887年（明治20年）に桑折と梁川を結ぶ梁川新道の工事として始まり舟橋が架けられた。1931年（昭和6年）3月に木橋に架け替えられたが、同年の台風被害により中央部が流出した。その後当時の県道桑折梁川線の改良工事として木橋の100 mほど下流に現在のコンクリート橋が架けられた。現在でも木橋の橋脚の一部が残存している箇所がある。
2022年（令和4年）3月16日に発生した福島県沖地震のため、車道橋の伸縮装置などが大きく損傷し通行止めとなった。同年4月2日に仮復旧が完了し、大型車を除き通行止めは解除された。同年4月8日に国土交通省は伊達崎橋について国による直轄診断を行う方針を示した。

## 隣の橋
（上流） 昭和大橋 - 伊達崎橋 - 徳江大橋 （下流）